# Renard (James Bond)
Victor Lavrentievich Zokas aka Renard, o Anarquista, é um personagem e um dos dois principais antagonistas de James Bond no filme 007 O Mundo não é o Bastante, da franquia cinematográfica do espião britânico criado por Ian Fleming.

## Características
Treinado pela KGB como assassino mas dispensado por instabilidade mental, com o fim da Guerra Fria e a mudança do clima político, Renard torna-se um terrorista-anarquista com o único propósito de espalhar o caos. Durante uma missão para eliminar Renard na Síria, o agente 009 do MI-6 consegue acertar-lhe um tiro na cabeça, ao qual ele sobrevive, mas a bala fica numa posição em que não pode ser retirada, e lentamente se dirige a seu córtex cerebral. A medida em que se move, faz com que Renard perca aos poucos o sentido do gosto, do cheiro e da dor física.
Porém, mesmo que a bala fatalmente irá matá-lo um dia, ela também faz com que, com a perda de vários sentidos, ele vá adquirindo uma resistência extraordinária, aumentando seus limites acima dos limites humanos normais, porque ele não é capaz de sentir o dano.
Pouco antes do início do filme, Renard rapta Elektra King, a herdeira de um bilionário magnata do petróleo britânico, mantendo-a cativa em Chipre. Quando Sir Robert King, o pai de Elektra, recusa-se a pagar o resgate por influência do MI-6, Elektra revolta-se a seduz Renard, aliando-se a ele e tornando-se sua amante, desenvolvendo a Síndrome de Estocolmo.
Sem conhecimento do MI-6 ou do govêrno britânico, Renard passa a trabalhar junto com Elektra em seu plano de dominação do controle e distribuição do petróleo na área do Mediterrâneo, provocando uma explosão nuclear num submarino afundado no Estreito de Bósforo, que desencadeará um holocausto nuclear com a morte de oito milhões de pessoas - incluindo ele, Renard - em Istambul.

## No filme
À medida que a trama do filme se desenrola, Renard é visto como alguém que tem uma expectativa de vida indeterminada, enquanto a bala movimenta-se por sua cabeça. Sua primeira demonstração de capacidade física aparece quando ele pega com as mãos pedaços escaldantes de rochas vulcânicas sem sentir nenhum desconforto.
Junto com Elektra, Renard lança um ataque contra a sede do MI-6 em Londres, em que explosões causam a morte de Sir King e vários agentes e funcionários da agência. Depois, com seus capangas, infiltra-se num antiga base de mísseis soviética no Casaquistão, de onde, após uma luta com Bond, rouba uma arma nuclear, necessária para o atentado que pretende promover, em prol da companhia de petróleo de Elektra.
Depois que 007 mata Elektra King, após ser preso e torturado por ela, os dois tem seu encontro final a bordo do submarino capturado, no Estreito de Bósforo. Com a ajuda da Dra. Christmas Jones, uma cientista e sua aliada na trama, Bond enfrenta Renard e seu homens, e na confusão que se segue, o submarino submerge e toca no fundo do estreito, provocando um vazamento em seu casco. Com a belonave sendo inundada e a ponto de explodir, Bond pega Renard, que está ocupado tentando enfiar a ponta de uma haste de plutônio no reator para fazê-lo explodir e os dois lutam. Apesar de espancado pelo terrorista que não sente dor física, Bond consegue empalá-lo com a vara de plutônio, esmagando-o contra o reator e matando-o, antes de escapar do submarino com Jones pelo tubo de lançamento de torpedos.